# Can the Can
«Can the Can» — песня авторского дуэта Чинн-Чепмен, написанная для Сьюзи Кватро по заказу её продюсера Микки Моста. Это был второй по счёту сингл певицы и первый, принёсший ей большой успех: выпущенный лейблом RAK Records (RAK 150) в мае 1973 года (с «Ain’t Ya Somethin’ Honey» на обороте), он возглавил чарты Великобритании, Японии и Австралии.

## История
На вопрос, что означает выражение, вынесенное в заголовок, Никки Чинн отвечал: 
Оно означает нечто такое, что невозможно осуществить. Нельзя одну консервную банку законсервировать внутри другой, такой же по размеру. Точно также, нельзя засунуть своего парня в банку против его воли, если он уже снаружи. Нам понравилось, как звучит фраза, и в том, что аудитория может не понять её смысла, мы не увидели ничего страшного.Оригинальный текст (англ.)It means something that is pretty impossible, you can't get one can inside another if they are the same size, so we're saying you can't put your man in the can if he is out there and not willing to commit. The phrase sounded good and we didn't mind if the public didn't get the meaning of it.
«Я могу с первого раза, прослушав песню, сказать, будет она хитом или нет. И как только мы закончили запись, я поняла, что у нас на руках — большой хит» — говорила Сьюзи Кватро.

## Список композиций
| №  | Название      | Автор(ы)                | Длительность |
| -- | ------------- | ----------------------- | ------------ |
| 1. | «Can the Can» | Никки Чинн, Майк Чепмен | 3:34         |

| №  | Название                   | Автор(ы)     | Длительность |
| -- | -------------------------- | ------------ | ------------ |
| 1. | «Ain’t Ya Somethin’ Honey» | Сьюзи Кватро | 2:44         |

## Список участников
| - Сьюзи Кватро — бас-гитара, вокал - Лен Таки — гитара и подпевки - Элистер МакКензи — клавишные и подпевки - Дэйв Нил — ударные и подпевки | Технический персонал: - Майк Чепмен — продюсер (сторона «А») - Никки Чинн — продюсер (сторона «А») - Микки Мост — продюсер (сторона «Б») - Питер Коулман — звукоинженер |

## Позиции в хит-парадах
| Год  | Название чарта                    | Высшая позиция | Пребывание в чарте |
| ---- | --------------------------------- | -------------- | ------------------ |
| 1973 | Австралия (Kent Music Report)     | 1              | нет данных         |
| 1973 | Австрия (Ö3 Austria Top 40)       | 2              | 16 недель          |
| 1973 | Бельгия/Фландрия (Ultratop 50)    | 5              | 9 недель           |
| 1973 | Бельгия/Валлония (Ultratop 50)    | 5              | 14 недель          |
| 1973 | Великобритания (UK Singles Chart) | 1              | 14 недель          |
| 1973 | Ирландия (Irish Singles Chart)    | 5              | 6 недель           |
| 1973 | Нидерланды (Dutch Top 40)         | 14             | 10 недель          |
| 1973 | Нидерланды (Single Top 100)       | 13             | 7 недель           |
| 1973 | Франция (IFOP)                    | 8              | 25 недель          |
| 1973 | ФРГ (Offizielle Top 100)          | 1              | 25 недель          |
| 1973 | Швейцария (Schweizer Hitparade)   | 1              | 16 недель          |
|      |                                   |                |                    |
| 1976 | США (Billboard Hot 100)           | 56             | 4 недели           |